# Jakobäa

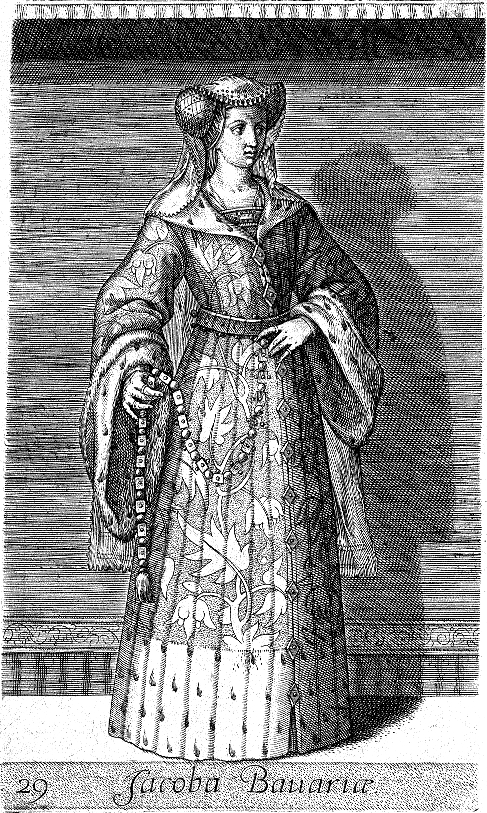
Jakobäa (aus Michiel Vosmeer, Principes Hollandiae et Zelandiae, Antwerpen 1578)

Jakobäa (niederländisch Jacoba, französisch Jacqueline; * 15. Juli 1401 in Den Haag; † 9. Oktober 1436 in Teilingen) war das einzige eheliche Kind Herzog Wilhelms II. von Straubing-Holland und von 1417 bis 1433 als seine Erbin Gräfin von Hennegau, Holland und Seeland. Obwohl sie bereits 1420 von ihrem Onkel Johann III. weitgehend entmachtet wurde und 1433 im Haager Vertrag ihre Gebiete an ihren Cousin Philipp von Burgund abtreten musste, den sie 1428 im Delfter Versöhnungsvertrag zum Erben eingesetzt hatte, ist sie das bekannteste Mitglied ihrer Familie. Jakobäa, die insgesamt viermal verheiratet war, starb im Oktober 1436 im Alter von 35 Jahren. Mit ihrem kinderlosen Tod endete die Linie Straubing-Holland des Hauses Wittelsbach.

## Leben

### Dauphine de France

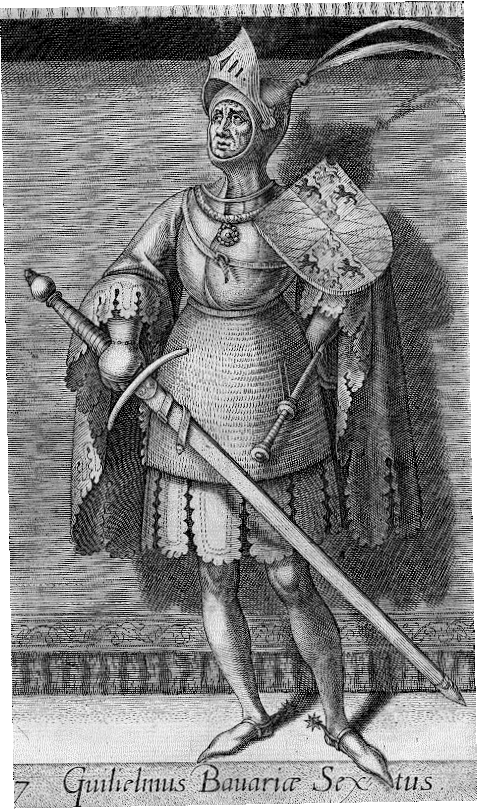
Wilhelm II., Herzog von Straubing-Holland (aus Michiel Vosmeer, Principes Hollandiae et Zelandiae, Antwerpen 1578)

Jakobäa wurde am 15. Juli 1401 in Den Haag als Tochter Herzog Wilhelms II. von Straubing-Holland und seiner Frau Margarete von Burgund geboren. Ihr Onkel Johann Ohnefurcht, Margaretes Bruder, wurde 1404 Herzog von Burgund. Ihr Vater Wilhelm beerbte ebenfalls 1404 den langjährigen Herzog von Straubing-Holland, seinen Vater Albrecht I., der ein halbes Jahrhundert lang über das von ihm mitgeschaffene Herzogtum geherrscht hatte. Albrecht war durch seine geschickte Heiratspolitik zu europäischer Bedeutung gelangt. Seine Tochter Johanna hatte den römisch-deutschen König Wenzel geheiratet, Johanna Sophie hatte Herzog Albrecht IV. von Österreich geehelicht und in der Doppelhochzeit von Cambrai war er 1385 ein zweifaches Ehebündnis mit Burgund eingegangen, das von einer Nebenlinie des französischen Königshauses regiert wurde.
Albrechts Sohn Wilhelm, dessen Ehe mit einer Tochter des französischen Königs aufgrund ihres frühen Todes nicht zustande gekommen war, wollte seinem Vater in dieser Hinsicht nacheifern und verlobte seine einzige eheliche Tochter Jakobäa 1406 in Compiègne mit dem drei Jahre älteren Jean de Valois, dem Sohn des französischen Königs Karl VI. und der bayerischen Wittelsbacherin Isabeau. Am 6. August 1415 fand die Hochzeit statt. Die ehrgeizige Heiratspolitik Albrechts und Wilhelms hatte sich damit scheinbar bezahlt gemacht, das Herzogtum Straubing-Holland schien nun nach allen Seiten abgesichert zu sein. Die enge Verbindung mit dem expansionsfreudigen Haus Burgund und das Fehlen eines legitimen männlichen Erben sollten Jakobäa jedoch später noch einige Probleme bereiten. Ihr Vater hatte zwar mindestens neun uneheliche Kinder, aber keinen ehelichen Sohn, weshalb sein Bruder Johann von Lüttich und sein Neffe Philipp von Burgund Ansprüche auf die Nachfolge erheben konnten.
Als wenige Monate nach der Hochzeit Louis, der ältere Bruder von Jean de Valois, überraschend starb, wurde Jakobäas Ehemann zum Dauphin ernannt. Er war damit der designierte Nachfolger seines Vaters Karl VI. und seine Frau war als nächste Königin von Frankreich vorgesehen. Jakobäas Vater Wilhelm, der das junge Paar mehrfach bei sich zu Gast hatte, gelangte als Schwiegervater des zukünftigen Königs zu beträchtlichem Einfluss am französischen Hof. Weniger erfolgreich waren seine Versuche, König Sigismund von Luxemburg dazu zu bewegen, seine Tochter als seine Nachfolgerin in den Grafschaften Holland, Seeland und Hennegau anzuerkennen. Auch die holländischen Landstände konnte er 1416 nicht endgültig von der weiblichen Erbfolge überzeugen. Zu diesem Zeitpunkt wusste der gut fünfzigjährige Wilhelm noch nicht, dass er nur noch wenige Monate zu leben hatte.
Kurz darauf musste er auch das jähe Ende seiner französischen Pläne erleben: Jean de Valois starb Anfang April 1417 und Wilhelms Tochter war mit nur 16 Jahren Witwe geworden. Der Dauphin war wohl in Compiègne vergiftet worden, wo er sich 1406 mit Jakobäa verlobt hatte. Seine Witwe, die eben noch den französischen Thron vor Augen hatte, musste nach dem Tod ihres Ehemanns wenig später auch noch um den Besitz des väterlichen Herzogtums kämpfen. Denn ihr Vater starb nur wenige Wochen später, am 31. Mai, an den Folgen eines Hundebisses. Er hatte sich vermutlich eine Blutvergiftung zugezogen. Die politisch noch unerfahrene Jakobäa musste nun versuchen, die durch den wirtschaftlichen Aufschwung der Niederlande selbstbewusst gewordenen Untertanen ihres kurze Zeit zuvor verstorbenen Vaters von sich zu überzeugen. Sie war jedoch nicht die einzige, die an der Herrschaft über das Herzogtum Straubing-Holland interessiert war.

### Herzogin von Brabant

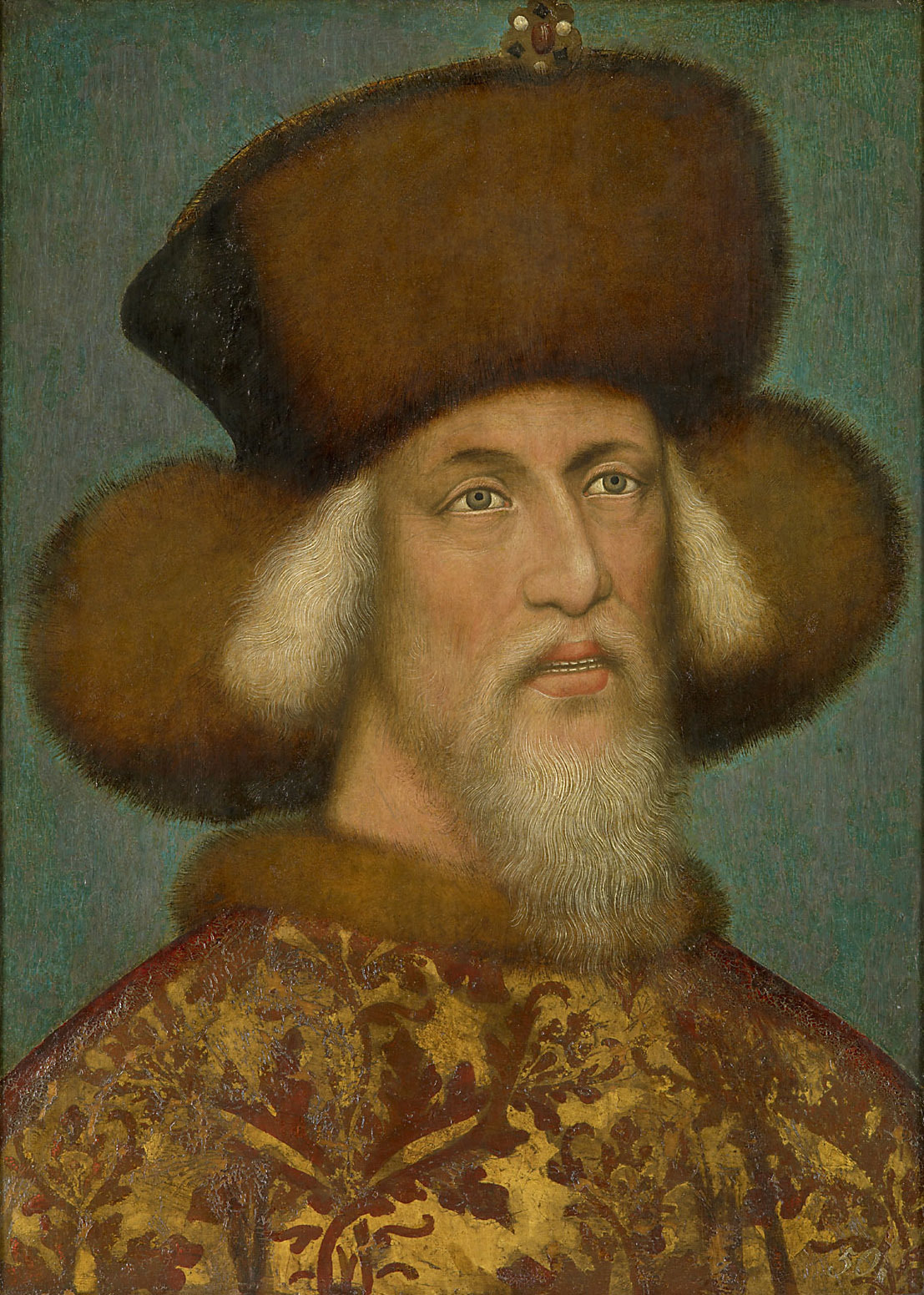
König Sigismund bekämpfte Jakobäa mit allen ihm zur Verfügung stehenden Mitteln (Porträt von Pisanello, entstanden 1433).

Im Hennegau, in dem weibliche Erbfolge schon lange üblich war, wurde Jakobäa zwar bereits am 13. Juni anerkannt, in Holland und Seeland war sie aber von Anfang an umstritten. Während sich die altadligen Hoeken für sie aussprachen, unterstützte die städtische Partei der Kabeljauwen ihren Onkel Johann III., den jüngsten Bruder ihres Vaters. Johann war seit 1389 erwählter Bischof von Lüttich gewesen, hatte aber nie die Priesterweihe empfangen. Seit längerem verwaltete er Straubing, in Bayern galt nur die männliche Erbfolge. „Jacoba van Beieren“ selbst hat Bayern nie betreten. Ihr Onkel Johann hatte bereits länger mit dem Gedanken gespielt, sich auch eine weltliche Herrschaft in den Niederlanden aufzubauen, und gab sein Bistum bereitwillig auf, um Wilhelms Nachfolge anzutreten. Jakobäa wollte ihren Onkel auf Anraten ihrer Mutter Margarethe zunächst mit dem Titel eines Hüters und Verteidigers des Landes Hennegau abspeisen, weckte damit aber erst recht seinen Ehrgeiz. Der römische König Sigismund, der sich bereits 1416 gegen Jakobäa ausgesprochen hatte, unterstützte Johann und belehnte ihn mit den Grafschaften seines verstorbenen Bruders. Zudem gab er ihm seine Nichte Elisabeth von Görlitz zur Frau. Elisabeth war Herzogin von Luxemburg und zuvor mit Anton von Brabant verheiratet gewesen, der 1415 in der Schlacht von Azincourt gefallen war.
Auch Jakobäa heiratete erneut, bewies aber ein weniger glückliches Händchen als ihr Onkel. Noch ihr Vater soll Johann IV., einen Stiefsohn Elisabeths von Görlitz und als Nachfolger seines Vaters Anton Herzog von Brabant, als zweiten Ehemann für seine Tochter ausgesucht haben. Allerdings geht die neuere Forschung davon aus, dass die Entscheidung für den Spross des Brabanter Herzogtums erst unter der Federführung ihrer Mutter Margarethe sowie ihres Onkels Johann von Burgund aufkam. Johann sprach sich jedenfalls für diese Ehe aus, die den Bestand des Herzogtums auch dann sichern sollte, falls sich die Stände gegen die weibliche Erbfolge aussprachen. Am 31. Juli, zwei Monate nach Wilhelms Tod, fand die Verlobung statt. Die im März 1418 in Den Haag geschlossene Ehe mit Johann IV. erwies sich allerdings als Fehlschlag. Die enge Verwandtschaft der beiden Eheleute machte einen päpstlichen Dispens erforderlich, der zwar im Dezember 1417 gewährt, aber bereits im Januar 1418 widerrufen wurde, da Jakobäas Gegner, darunter König Sigismund, sich auf dem Konzil von Konstanz dagegen aussprachen. Hinzu kam, dass der junge Herzog Johann IV., der zudem mit erheblichen Geldsorgen zu kämpfen hatte, seinem älteren Namensvetter keinesfalls gewachsen war.
Johann III., der sich der Unterstützung Sigismunds und der Kabeljauwen sicher sein konnte, griff zu den Waffen. Noch 1417 trafen die Truppen von Onkel und Nichte in der Schlacht bei Gorkum aufeinander. Jakobäa blieb zwar siegreich, musste aber den Abfall der wichtigen Handelsstadt Dordrecht verkraften. Zudem stand ihre Ehe seit der von ihrem Onkel initiierten königlichen Intervention in Konstanz auf tönernen Füßen. Die Ehe konnte zwar dank der Unterstützung der hennegauischen Stände, die sich am 11. Mai explizit gegen die Ansprüche Johanns III. aussprachen, trotz des fehlenden Dispenses geschlossen werden, Jakobäas eigene Bedenken gegen die Eheschließung wurden aber immer größer. Ihr Ehemann leistete dennoch am 29. Mai 1418 gegen den ausdrücklichen Wunsch König Sigismunds im hennegauischen Mons den Herrschereid. Johann von Brabant nutzte die ihm seitdem offiziell zustehenden Rechte aber mehr dazu, sich finanziell zu sanieren als seine Gattin in ihrem Kampf gegen Onkel und König zu unterstützen. Jakobäa musste 1419 den von ihrem Vetter Philipp, dem späteren Herzog von Burgund, vermittelten Ausgleich von Workum akzeptieren, der Dordrecht, Gorkum und Rotterdam mit den zugehörigen Herrschaften ihrem Gegner zusprach.
Johann III. musste im Gegenzug lediglich die Rechtmäßigkeit der Ehe zwischen Jakobäa und Johann von Brabant anerkennen und durch die Rückgabe von Briefen an Papst und König formal auf seine Ansprüche verzichten. Diese Entscheidung wurde ihm noch dadurch erleichtert, dass er nicht nur eine hohe finanzielle Entschädigung erhielt, sondern auch auf fünf Jahre an der Regierung der von Jakobäa und Johann von Brabant beherrschten Gebiete beteiligt wurde. Seine militärischen Drohgebärden und die Intervention beim Papst hatten sich bezahlt gemacht. Im Mai 1419 widerrief dann auch Papst Martin V. den Widerruf des Dispenses. Jakobäas hoch verschuldeter Gatte verpfändete am 21. April 1420 im Vertrag von St. Martinsdyk gegen ihren Willen Johann III. für zwölf Jahre seinen Anteil an der Regierung des Herzogtums. Dass ihr Onkel dafür auf die Rückzahlung der Schulden und die Grafschaft Hennegau verzichtete, war nur ein schwacher Trost für Jakobäa, deren Gatte den Onkel auch noch als Erben eingesetzt hatte und ihre holländischen, seeländischen und friesländischen Untertanen von ihrem Treueeid entbunden hatte. Johann von Brabant hatte also bis auf Hennegau alle Besitzungen seiner Ehefrau hergegeben, um seine finanzielle Situation zu verbessern. Die davon wenig begeisterte Jakobäa strebte nun die Trennung an.

### Duchess of Gloucester

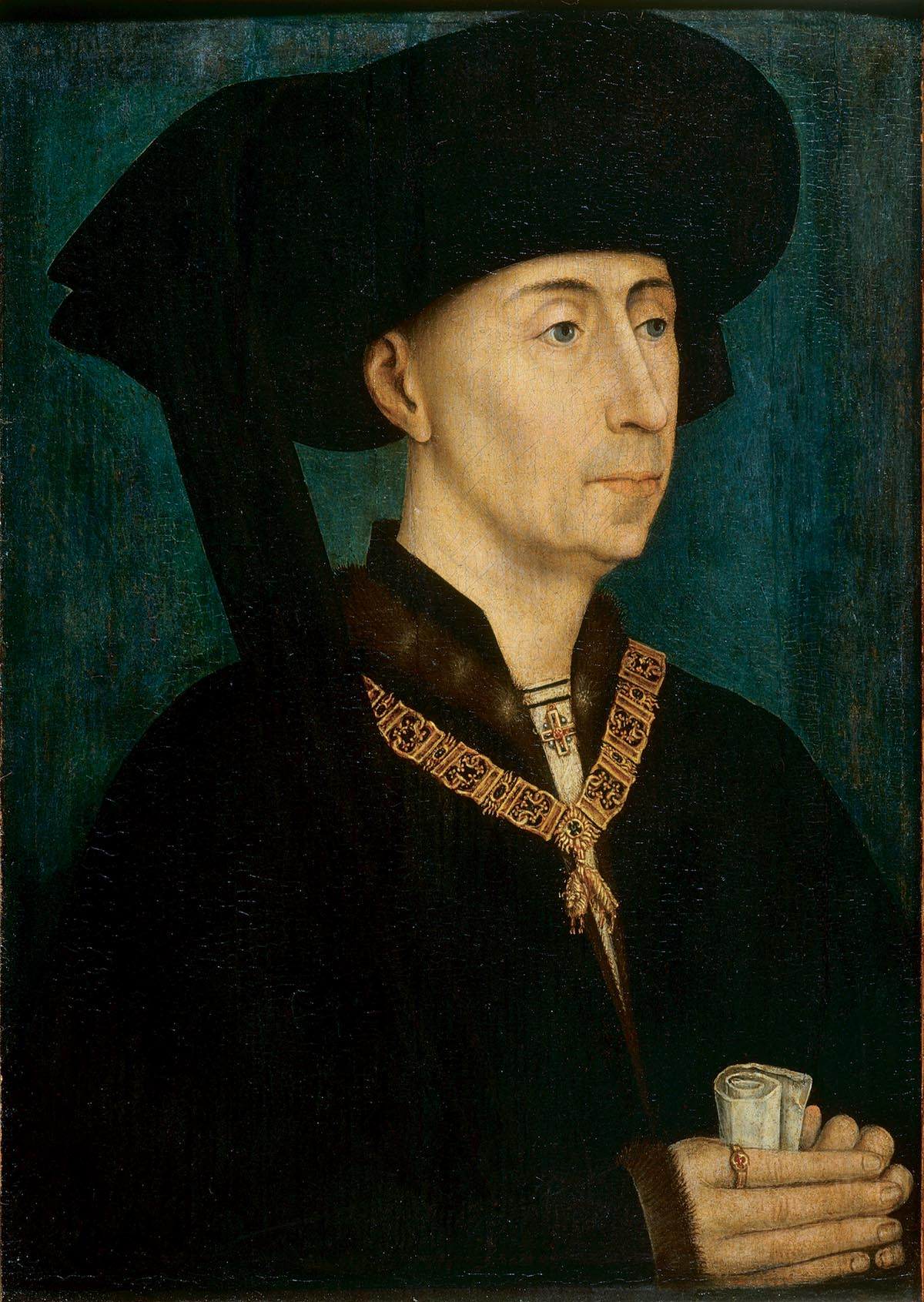
Philipp von Burgund (zeitgenössisches Gemälde von Rogier van der Weyden)

In der Zwischenzeit hatte sich die politische Großwetterlage grundlegend verändert. Der Herzog von Burgund, Johann Ohnefurcht, war im September 1419 ermordet worden, der französische Dauphin Karl, der Bruder von Jakobäas erstem Ehemann, galt als mitschuldig und war deshalb 1420 im Vertrag von Troyes enterbt worden. Der englische König Heinrich V. sollte nun auch französischer König werden. Jakobäa verließ ihren unfähigen Ehemann noch 1420. Im Februar 1421 veröffentlichte sie eine Erklärung, in der sie darlegte, dass sie die Ehe wegen des landschädigenden Verhaltens Johanns von Brabant für nichtig ansah. Gegen die Soldaten ihres Onkels, die von dessen niederbayerischem Viztum Heinrich Nothaft angeführt wurden, konnte sie jedoch auf sich allein gestellt wenig ausrichten. Als mit Leiden die letzte noch von den Hoeks beherrschte Stadt an Johann III. gefallen war, musste Jakobäa ihre Niederlage eingestehen.
Am 6. März 1421 floh sie nach England, um den englischen König Heinrich V. um Hilfe zu bitten, der ihr einen glanzvollen Empfang bereitete. 1422 heiratete sie Humphrey of Gloucester, den Bruder des Königs, der nach Heinrichs Tod die Regentschaft für dessen unmündigen Sohn übernahm. Die Nachricht von der Eheschließung schlug auf dem Festland wie eine Bombe ein. Am 15. Oktober 1422 wurde bekannt, dass Jakobäa nicht nur einen der mächtigsten Fürsten Europas geheiratet hatte, sondern auch bereits von diesem schwanger war. Bevor Jakobäa sich ihrer Position sicher sein konnte, musste sie jedoch erst für die Annullierung ihrer Ehe mit Johann von Brabant sorgen. Als sie jedoch die Päpste Martin V. in Rom und Benedikt XIII. in Avignon darum bat, wandelten sich die alten Gegner, Johann III. und Philipp von Burgund, plötzlich zu Fürsprechern der aufgelösten Ehe. Philipp musste in seinem eigenen Interesse zugleich darum besorgt sein, eine englische Invasion zu verhindern und einen Ausgleich zwischen den beiden Ehemännern Jakobäas zu ermöglichen.
Im Herbst 1424 kehrte Jakobäa gemeinsam mit Humphrey wieder in ihr angestammtes Herzogtum zurück; englische Truppen sollten ihren Ansprüchen Nachdruck verleihen. Das Paar landete in Calais und traf schließlich Ende November in Mons ein, wo die hennegauischen Stände Humphrey am 5. Dezember als Statthalter anerkannten. Bereits am 3. Januar 1425 unterzeichnete er mit

„Humphrey, durch die Gnade Gottes Sohn, Bruder und Onkel von Königen, Herzog von Gloucester, Graf von Hennegau, Holland, Seeland und Pembroke, Herr von Friesland und Großkämmerer von England“

Zum Kampf mit Jakobäas Onkel Johann, der auch den niederbayerischen Teil des Herzogtums beherrschte, kam es jedoch nicht mehr. Johann starb am Dreikönigstag des Jahres 1425. Angeblich hatte sein Hofmeister Jan van Vliet die Ecken des herzoglichen Gebetbuches mit Gift bestrichen.

### Frau van Borsselen

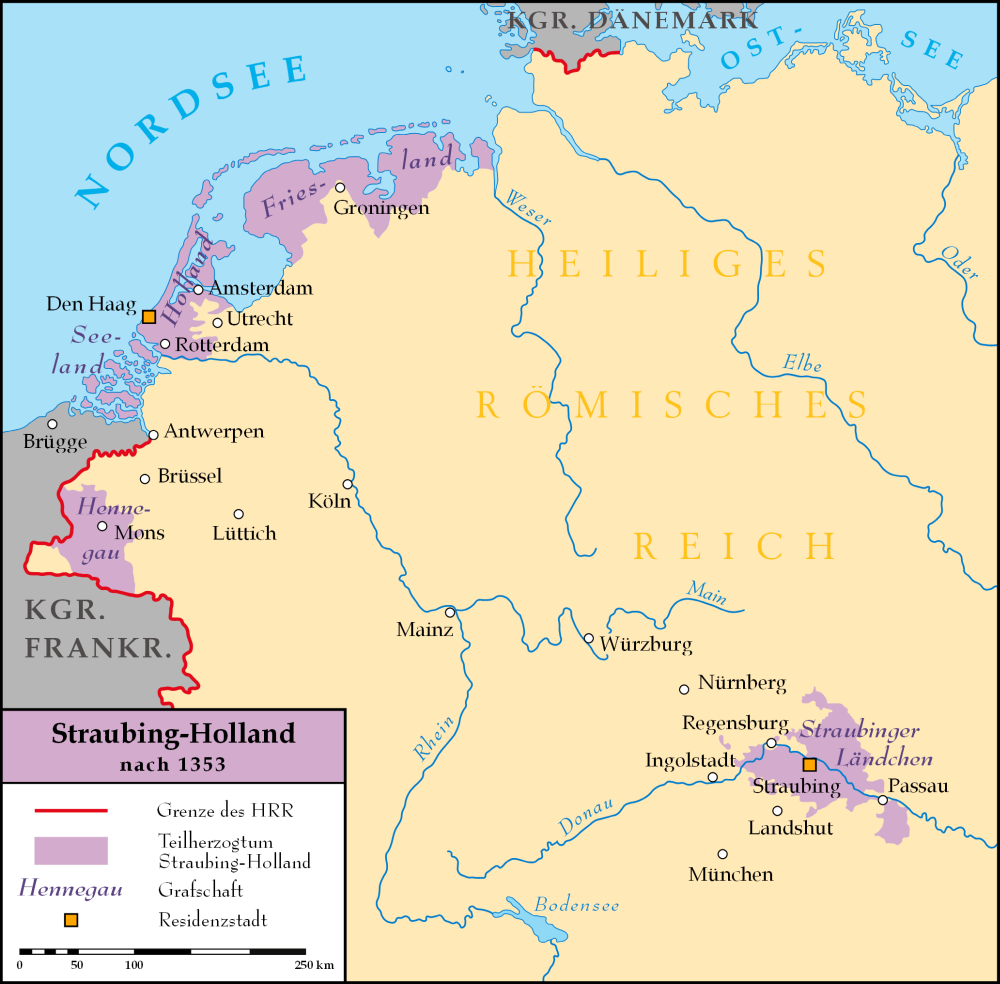
Straubing-Holland bis zum Tod Johanns III.

Jakobäa hätte nun endlich die Nachfolge ihres Vaters antreten können, wenn ihr Onkel nicht seinen Neffen Philipp von Burgund zum Erben eingesetzt hätte. Philipp, der durch seinen Beinamen „der Gute“ nur unvollständig charakterisiert wird, war in der Verfolgung seiner Ziele noch weit skrupelloser als sein Vorgänger (siehe auch Schlacht von Brouwershaven 1426). Er nahm Jakobäa gefangen, verleibte 1427 das Herzogtum Brabant des glücklosen Johann IV. seinem Herrschaftsbereich ein und erreichte schließlich 1428 im Delfter Versöhnungsvertrag, dass Jakobäa ihn als Nachfolger anerkannte. Ihr dritter Ehemann, der wohl die Aussichtslosigkeit ihrer Bestrebungen erkannt hatte, hatte sie zu diesem Zeitpunkt bereits verlassen.
Jakobäa, von der Gefangenschaft zermürbt, musste nun akzeptieren, dass ihr mehr als zehnjähriger Kampf umsonst gewesen war. Sie heiratete 1432 ihren früheren Bewacher, den seeländischen Adligen Frank van Borsselen, der von Philipp prompt gefangen genommen wurde. Als Gegenleistung für die Freilassung ihres vierten Gatten übertrug Jakobäa am 12. April 1433 im Haager Vertrag alle Rechte an den Grafschaften Holland, Seeland und Hennegau an Philipp von Burgund. Sie zog sich ins Privatleben zurück und starb nur drei Jahre später an Tuberkulose. Frank van Borsselen überlebte sie um 34 Jahre.

## Rezeption

### Ältere Darstellungen

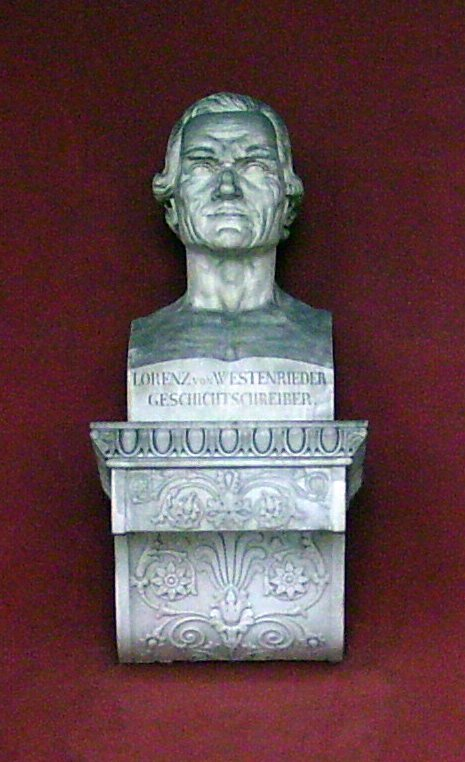
Lorenz Westenrieder schrieb 1782 über die Baiern in Holland.

Der zeitgenössische Chronist Andreas von Regensburg, der in seinen Werken Diarium sexennale und Chronica Husitarum auch auf Straubing-Holland einging, behandelte Jakobäas Schicksal ausführlich. So schrieb er:

„Der selb Wilhelmus [Wilhelm II.] starb umb dy zeit, als man zalt 1409, und lyes ain tachter, genant fraw Jacoba. Dy Jacoba het zum ersten zu der ee delfin von Frankreich. [Jean de Touraine] Da der gestarb, da nam sy den herczogen von Brabant. Da wolt sy nicht bey beleiben und nam an sich des künigs bruder von Engelland. [Humphrey of Gloucester] Dy fraw Jacoba, da ir vater, herzog Wilhalm, gestarben was, da wollt sy dy egenanten lannd [Hennegau, Holland, Seeland und Friesland] von erbrechtens wegen besiczen und darumb schraib sy sich der egenanten lande tachter. Herwider herczog Johans, elect zu Lütich, schrayb sich sun der selben lande Henigaw, Holand und der andern und lye das bistumbe zu Lüttich […] und pracht dy selben Lannd in sein gwalt etwe vil mit grossem krieg.“

In späteren Jahrhunderten war das letzte Mitglied des Hauses Straubing-Holland wie das Herzogtum Straubing-Holland insgesamt nur selten Gegenstand der Forschung. Zu nennen wären neben Lorenz Westenrieders 1782 verfasstem Werk Von den Baiern in Holland (1345–1436) und der 1820 erschienenen Arbeit des niederbayerischen Juristen Joseph Anton von Mussinan zur Geschichte der herzoglichen niederbaierischen Linie Straubing-Holland vor allem Franz von Löhers zweibändige Untersuchung Jakobäa von Bayern und ihre Zeit (1862/69). Löher stellte Jakobäa, die nie in Bayern gewesen war, als bayerische Patriotin dar, die gegen das Vordringen der Franzosen kämpfte. Mehr aus den Quellen gearbeitet, aber auch darauf bedacht, die Auseinandersetzung um die niederländischen Grafschaften zum Kampf um Deutschland zu stilisieren, war Friedrich Schneiders 1913 erschienene Biografie Herzog Johann von Baiern. Erwählter Bischof von Lüttich und Graf von Holland (1373–1425).

### Neuere Forschungen

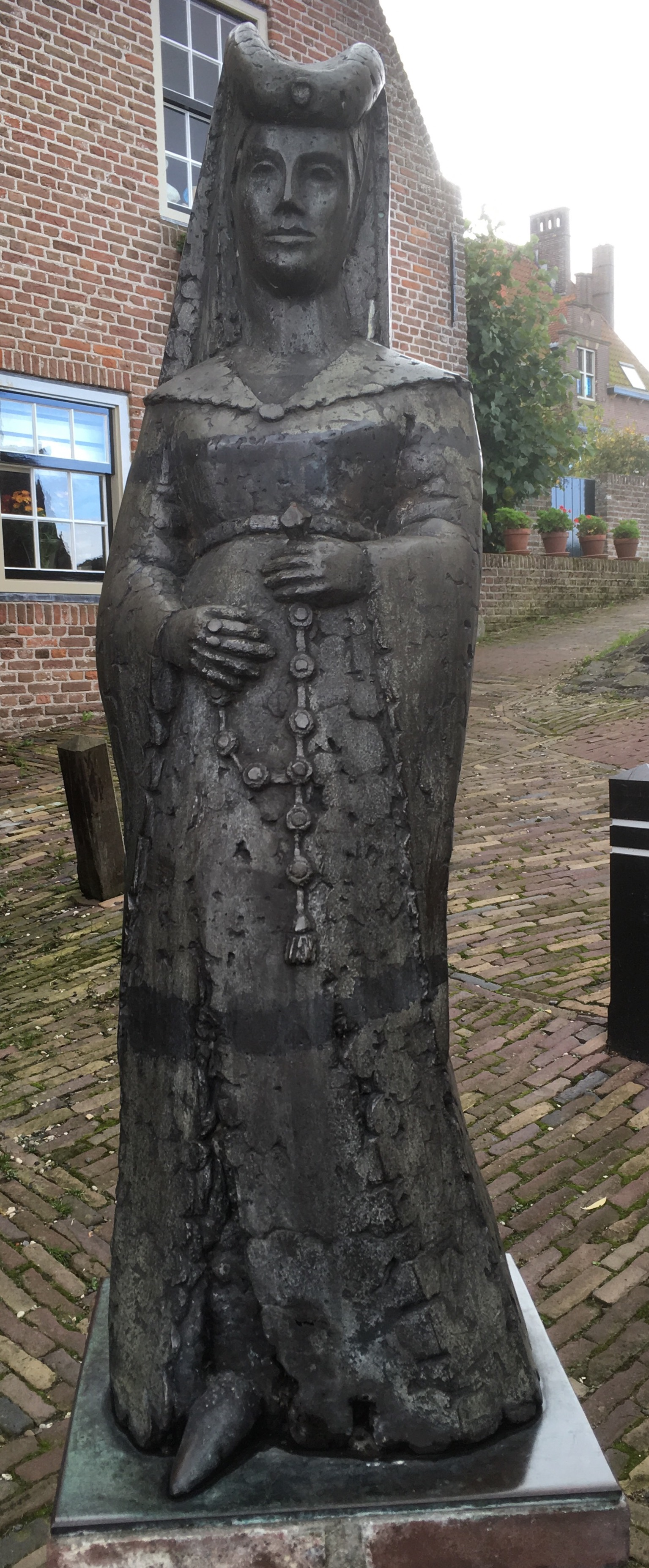
Standbild Jakobäas im niederländischen Woudrichem

Jüngere Darstellungen des Herzogtums Straubing-Holland stammen aus der Feder Max Kirnbergers (Das Herzogtum Straubing-Holland 1353–1429, 1968) und Theodor Straubs (Bayern im Zeichen der Teilungen und Teilherzogtümer, 1977/88). In den Jahren danach erschienen lediglich einige Spezialuntersuchungen, erst das 650-jährige Jubiläum des Herzogtums im Jahr 2003 belebte das Forschungsinteresse wieder. Neben „fürste in der ferne“. Das Herzogtum Niederbayern-Straubing-Holland 1353–1425 von Dorit-Maria Krenn und Joachim Wild sind seitdem der Sammelband 650 Jahre Herzogtum Niederbayern-Straubing-Holland. Vortragsreihe des Historischen Verein für Straubing und Umgebung (2005) und Michaela Bleichers Dissertation Das Herzogtum Niederbayern-Straubing in den Hussitenkriegen. Kriegsalltag und Kriegsführung im Spiegel der Landschreiberrechnungen (2006) erschienen. Eine aktuelle Biografie Jakobäas, die mehr als einige wenige Seiten umfasst, bleibt jedoch ein Desiderat.
Die Auseinandersetzung mit Jakobäa beschränkte sich jedoch nicht auf die deutschsprachige Forschung. So sammelte Léopold Devillers 1881–1896 in seinem sechsbändigen Cartulaire des Comtes de Hainaut de l’avènement de Guillaume II à la mort de Jacqueline de Bavière die Urkunden Jakobäas, ihres Vaters Wilhelm II. und ihres Onkels Johann III. Édouard Le Blant schrieb 1904 in Les quatre mariages de Jacqueline, Duchesse en Bavière über ihre vier Ehen. In der niederländischen Literatur und Tradition spielte Jakobäa lange eine ähnliche Rolle wie ihre Zeitgenossinnen Agnes Bernauer in der bayerischen oder Jeanne d’Arc in der französischen. In den 1960er Jahren veröffentlichte der niederländische Historiker H. P. H. Jansen ein Buch über den Haken-und-Kabeljau-Krieg (Hoekse en Kabeljauwse Twisten, 1966) und eines über Jakobäa (Jacoba van Beieren, 1967). Noch heute werden auf Schloss Teilingen Kostümfeste zu ihren Ehren aufgeführt, im niederländischen Woudrichem steht ein Standbild Jakobäas und auch ein Tennisverein trägt ihren Namen. Die wichtigsten neueren Arbeiten in niederländischer Sprache stammen von Jansens Schüler Dick E. H. de Boer, der auch einige Beiträge zu den Sammelbänden des Historischen Vereins für Straubing und Umgebung lieferte.

### Jakobäabilder
Im Vergleich zu vielen anderen Mitgliedern ihres Hauses, die in Forschung und Literatur kaum Beachtung fanden, wurde die politisch wenig erfolgreiche Jakobäa insgesamt doch recht umfangreich und in vielfältiger Weise behandelt. Zu den Gründen dafür äußerte sich bereits Franz von Löher in der Widmung seines Buches Jakobäa von Bayern und ihre Zeit. Er schrieb darin an den bayerischen König Maximilian II.:

„Jakobäa ist vom Zauber der Romantik umflossen, die Heldin zahlloser Trauerspiele. Noch heute besitzt sie […] ‚für die Niederländer das unvergängliche Leben einer Iphigenie, Maria Stuart, Jungfrau von Orléans und anderer geheiligter Frauengestalten‘. […] Noch einmal trug sie dem alten Rittertum hochflatternd sein Banner vor. […] Ueber Jakobäas Zeitalter weht noch das letzte Schattendunkel, die letzte Waldfrische des Mittelalters. Aber gleichwie im Ausgange eines Waldes, schimmern bereits durch Stämme und Gezweige die lichten Saaten der Neuzeit.“

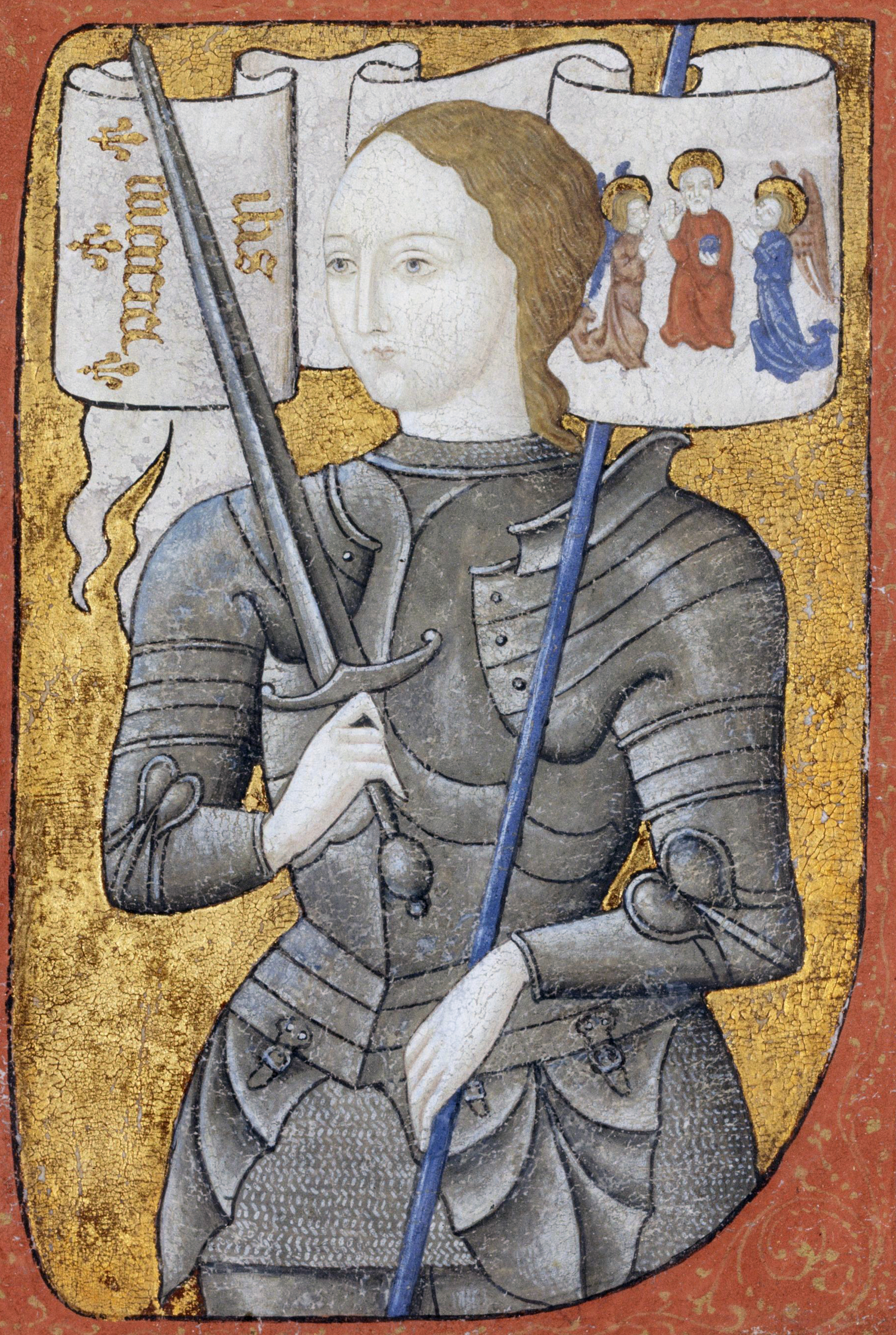
Schon Franz von Löher verglich Jakobäas Bedeutung für die Niederlande mit der Jeanne d’Arcs.

Die deutsche Historikerin Laetitia Boehm führte Jakobäas Attraktivität für wissenschaftliche und belletristische Autoren vor allem auf drei Faktoren zurück: ihr früher Tod, ihren Kampf gegen die Expansion Burgunds und ihre Zeitgenossenschaft zu Jeanne d’Arc. Jakobäa war durch ihre verwandtschaftlichen Beziehungen und vor allem durch ihre Ehe mit Humphrey of Gloucester sogar persönlich mit dem Hundertjährigen Krieg zwischen Frankreich und England verbunden. Besonderen Reiz auf spätere Autoren übten wohl auch ihr bewegtes Leben und insbesondere ihre vier Ehen aus. Nicht umsonst hieß Le Blants Jakobäabiografie Les quatre mariages de Jacqueline. Die drei politisch motivierten Heiraten und schließlich die Liebesheirat mit Frank van Borsselen regten H. P. H. Jansen zufolge die Fantasie von Bürgerdamen an, die in der Abgeschlossenheit ihrer Boudoirs um die arme Jacoba weinen konnten, um das, was ihr angetan wurde durch egoistische, herzlose Männer. In eine ähnliche Kerbe schlug bereits ein Jahrhundert zuvor auch Löher, als er im zweiten Band seiner Biografie – allerdings ganz ohne den ironischen Unterton Jansens – schrieb:

„Die junge Wittwe hatte bisher aus der Männerwelt nur glänzende Nieten gezogen. Ihr erster Gemahl, der Kronprinz von Frankreich, wurde vergiftet, ehe er sechszehn Jahre alt. Der zweite, der Brabanter Herzog, war ein unreifer junger Mensch ohne Kraft und Verstand: vor ihm flüchtete sie aus Schmach und blutigen Gräueln nach London. Dort hatte sie sich den Dritten erkoren, den ritterlich schönen Prinzen und Protektor von England: er aber hatte sich als erbärmlicher Schwächling erwiesen. Wie schwer wog gegen ihren Werth das gediegene Metall in Borsselens Charakter!“

Unabhängig davon, welches Bild man sich von ihr machte, gehört Jakobäa zu den am meisten rezipierten Wittelsbacherinnen. Außer ihrer Urgroßmutter Margarethe I., der Stammmutter des Hauses Straubing-Holland, wurde über keine ihrer Vorfahrinnen so viel geschrieben wie über sie. Von den männlichen Vertretern ihres Hauses, mögen sie auch teilweise bedeutender gewesen sein als sie, ist keiner auch nur annähernd auf soviel Interesse gestoßen wie Jakobäa. Spätestens seit Jansens Arbeiten ist aber ihre Person und ihr tragisches Schicksal zugunsten einer umfassenderen Betrachtung im Rahmen der politischen Umwälzungen des europäischen Spätmittelalters in den Hintergrund getreten. Die im Rückblick zu erkennende Entwicklung moderner Territorialstaaten und die verwickelte Diplomatie jener Zeit, wie sie etwa von König Sigismund betrieben wurde, überforderten die letzte Herzogin von Straubing-Holland wohl, die vor ihrem Regierungsantritt anders als ihr Vater oder ihr Onkel keine Gelegenheit gehabt hatte, politische Erfahrungen zu sammeln. In der deutschsprachigen Forschung ist eine eingehendere Betrachtung ihres Wirkens vor diesem Hintergrund allerdings bisher ausgeblieben.